# 午夜凶铃 (2005年电影)
《午夜凶铃》（英語：Rings）是一部2005年的美國恐怖短片，作为《七夜冤靈》再版DVD的花絮發行。本片讲述的故事发生在续集《剎靈》之前，《剎靈》的DVD花絮也收录了本片。

## 剧情
在《七夜冤靈》事件發生一段時間後，萨马拉·摩根的錄像帶廣為流傳，每個看过該錄像帶的人都會製作一份副本並給其他人看。围绕着这段视频，一种亚文化已经形成：人们等待着看他们能在多大程度上接近七天的最后期限。当他们不敢再继续下去的时候，他们就把录像带给下一个被指派的人看。在这期间，一些人制作了记录他们经历的影片，并发布到专门讨论录像带现象的网站上。看过录像的小组被称为“环”。
本片的重点是杰克·皮尔斯，他是这样的一個小组的最新成员。小组还招募了下一个成员蒂姆，他将在杰克坚持不了时观看录像。成员埃迪说，很少有人能撑到第七天，而撑到第七天的人都死了。他告诉杰克一定要记录下他看到的一切。杰克起初对他所经历的一切感到惊讶，另一个成员瓦妮莎说她希望杰克能坚持到第七天。
然而，杰克的经历很快就变得很可怕，因为他开始看到萨马拉的幻觉，无论他走到哪里都会突然出现，并做了一个类似于第一部电影中蕾切尔·凯勒的梦，梦见萨马拉抓住了他的胳膊，留下了淤青。在又经历了几次令人不安的经历后，他在第六天放弃了，但蒂姆拒绝观看录像带。原来，是瓦妮莎让蒂姆拒绝看录像带的，因为她想看看第七天到底会发生什么。于是杰克不能把诅咒转移给其他人了。
到了第二天，他变得如此绝望，想在一家电子商店播放录像，但被一名保安抓住并扔了出去，这名保安是环的成员，知道录像带的作用。杰克开始胡乱拨打号码，希望能找到人看他的录像带。最后，他想到了埃米莉，一个和他一起上学的女孩。他邀请她过来，但没有提到录像带的事。在她来之前，他经历了幻觉，看到萨马拉，他把电视打破，但她还是从电视里爬出来，穿过他的录像机的屏幕。
在最后时限前一小时，埃米莉同意了，就此引出《剎靈》的开场。埃米莉决定去杰克家，瓦妮莎点头鼓励她。

## 演员
- 瑞恩·莫里曼 饰 杰克·皮尔斯
- 艾蜜莉·芬凱普 饰 埃米莉
- 凱莉·史達洛絲（英语：Kelly Stables） 饰 萨马拉·摩根
- 亞歷珊卓·布雷肯里奇 饰 瓦妮莎
- 喬許·懷斯（英语：Josh Wise (actor)） 饰 蒂莫西·“蒂姆”·里弗斯
- 贾斯廷·艾伦 饰 埃迪
- 安德鲁·达米科 饰 店員